# Hohenbergia

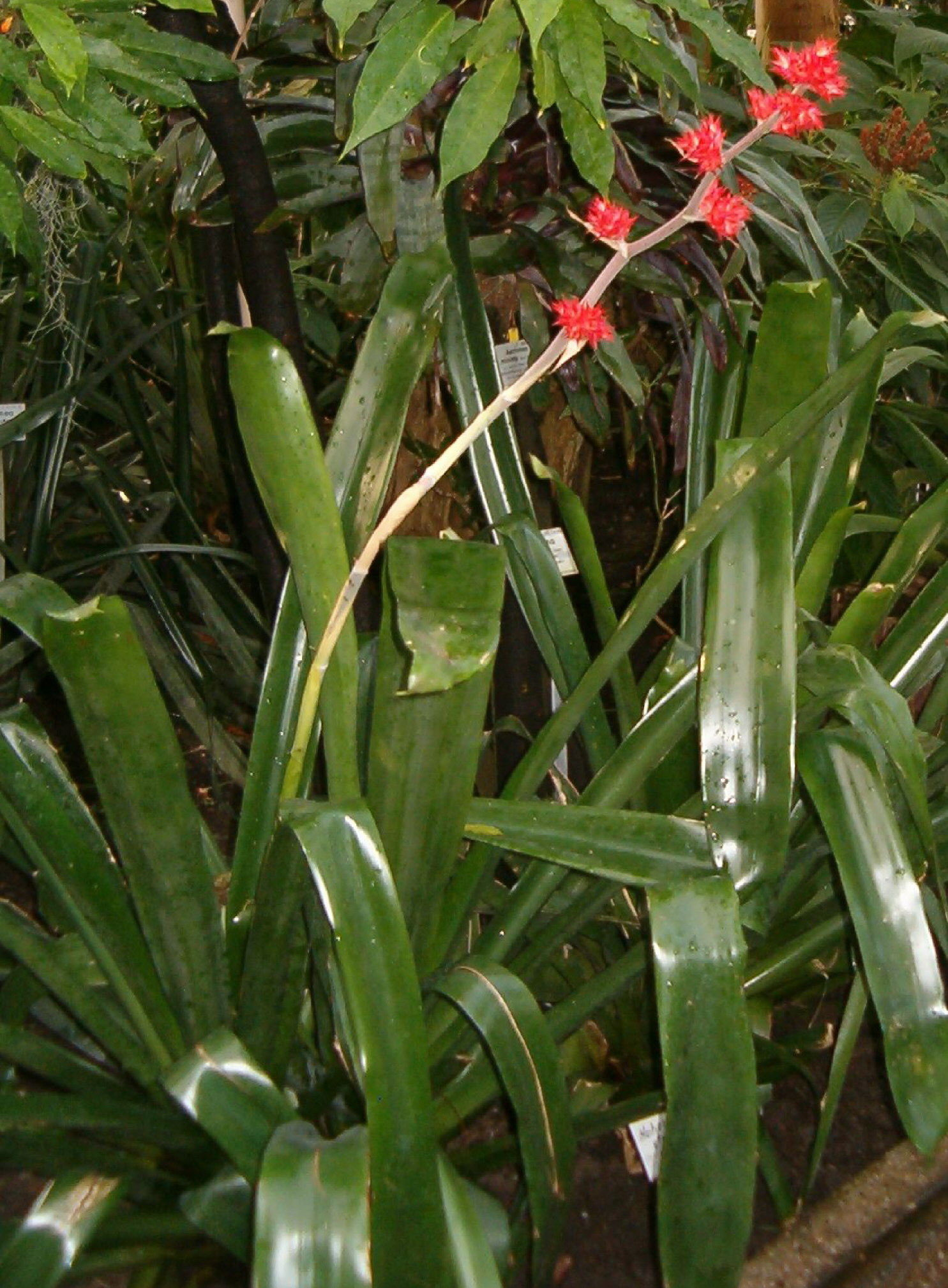
Hohenbergia stellata.

Hohenbergia Schult.f. é um género botânico pertencente à família Bromeliaceae, subfamília Bromelioideae.
O gênero foi nomeado em homenagem a Hohenberg, Príncipe de Württemberg e patrono da botânica na Alemanha.
São plantas encontradas no Brasil, Venezuela e Pequenas Antilhas

## Espécies
O gênero Hohenbergia possui 62 espécies reconhecidas atualmente.
- Hohenbergia abbreviata L.B.Sm. & Proctor
- Hohenbergia aechmeoides Leme
- Hohenbergia andina Betancur
- Hohenbergia antillana Mez
- Hohenbergia arcuata Leme & M.Machado
- Hohenbergia augusta (Vell.) E.Morren
- Hohenbergia barbarespina Leme & Fraga
- Hohenbergia belemii L.B.Sm. & Read
- Hohenbergia blanchetii (Baker) E.Morren ex Baker
- Hohenbergia brachycephala L.B.Sm.
- Hohenbergia brittoniana L.B.Sm.
- Hohenbergia burle-marxii Leme & W.Till
- Hohenbergia capitata Schult. & Schult.f.
- Hohenbergia castellanosii L.B.Sm. & Read
- Hohenbergia catingae Ule
- Hohenbergia caymanensis Britton ex L.B.Sm.
- Hohenbergia conquistensis Leme
- Hohenbergia correia-arauji E.Pereira & Moutinho
- Hohenbergia distans (Griseb.) Baker
- Hohenbergia edmundoi L.B.Sm. & Read
- Hohenbergia eriantha (Brongn. ex Baker) Mez
- Hohenbergia eriostachya Mez
- Hohenbergia estevesii E.Pereira & Moutinho
- Hohenbergia fawcettii Mez
- Hohenbergia flava Leme & C.C.Paula
- Hohenbergia gnetacea Mez
- Hohenbergia hatschbachii Leme
- Hohenbergia humilis L.B.Sm. & Read
- Hohenbergia igatuensis Leme
- Hohenbergia inermis Mez
- Hohenbergia itamarajuensis Leme & Baracho
- Hohenbergia jamaicana L.B.Sm. & Proctor
- Hohenbergia laesslei L.B.Sm.
- Hohenbergia lanata E.Pereira & Moutinho
- Hohenbergia lemei H.Luther & K.F.Norton
- Hohenbergia leopoldo-horstii E.Gross, Rauh & Leme
- Hohenbergia littoralis L.B.Sm.
- Hohenbergia loredanoana Leme & L.Kollmann
- Hohenbergia magnispina Leme
- Hohenbergia membranostrobilus Mez
- Hohenbergia mesoamericana I.Ramírez, Carnevali & Cetzal
- Hohenbergia minor L.B.Sm.
- Hohenbergia mutabilis Leme & L.Kollmann
- Hohenbergia negrilensis Britton ex L.B.Sm.
- Hohenbergia oxoniensis W.Weber
- Hohenbergia pabstii L.B.Sm. & Read
- Hohenbergia penduliflora (A.Rich.) Mez
- Hohenbergia pennae E.Pereira
- Hohenbergia polycephala (Baker) Mez
- Hohenbergia portoricensis Mez
- Hohenbergia proctorii L.B.Sm.
- Hohenbergia reconcavensis Leme & Fraga
- Hohenbergia ridleyi (Baker) Mez
- Hohenbergia rosea L.B.Sm. & Read
- Hohenbergia salzmannii (Baker) E.Morren ex Baker
- Hohenbergia sandrae Leme
- Hohenbergia spinulosa Mez
- Hohenbergia stellata Schult. & Schult.f.
- Hohenbergia undulatifolia Leme & H.E.Luther
- Hohenbergia urbaniana Mez
- Hohenbergia utriculosa Ule
- Hohenbergia vestita L.B.Sm.